# Hala Arena
El Hala Arena es un estadio deportivo cubierto de Polonia situado en el Parque de Jan Kasprowicz de Poznań. Fue construido entre 1972 y 1974 según diseño de  George Turzenieckiego. Su forma (plato invertido) es similar al Palazzetto dello Sport de Roma diseñado por Pier Luigi Nerviinaugurado en 1958.
La cúpula del techo está cubierta con láminas de aluminio de color dorado. La arena tiene 4200 asientos en las gradas, y 2000 plazas en la zona cerca de la pista. El recinto también se adapta a organizar eventos deportivos, conciertos, exposiciones y pases cinematográficos. Bajo las gradas se alojan el bufé, cafetería, vestuarios y camerinos, sauna e instalaciones sanitarias. La instalación es accesible a personas de movilidad reducida.
Desde hace varios años en Poznań se organizan competiciones de voleibol tanto nacional como la Liga Mundial. En 2009 fue una de las sedes del Eurobasket 2009.
- Superficie del recinto: 114 000 m³
- Tamaño de la arena: 13 500 m²
- Diámetro: 100 m
- Área de la cúpula: 6200 m²
- Altura de la cúpula: 28 m
- salchicha 70 m